# Campeonato Baiano 1939
In 1939 werd het 35ste Campeonato Baiano gespeeld voor voetbalclubs uit de Braziliaanse staat Bahia. De competitie werd gespeeld van 11 juni 1939 tot 1 februari 1940 en werd georganiseerd door de FBF. Ypiranga werd kampioen.

## Eindstand
| Plaats | Club     | Wed. | W | G | V | Saldo | Ptn. |
| ------ | -------- | ---- | - | - | - | ----- | ---- |
| 1.     | Ypiranga | 12   | 6 | 4 | 2 | 39:25 | 16   |
| 2.     | Galícia  | 12   | 7 | 1 | 4 | 31:33 | 15   |
| 3.     | Bahia    | 12   | 5 | 2 | 5 | 38:33 | 12   |
| 4.     | Botafogo | 12   | 4 | 1 | 7 | 30:42 | 9    |
| 5.     | Vitória  | 12   | 4 | 0 | 8 | 30:35 | 8    |

|  | Kampioen |

## Kampioen
| Campeonato Baiano de 1939 |
| ------------------------- |
| YPIRANGA 9º Titel         |